# Сада (приток Чепцы)
Сада́ (удм. Сатшур) — река, протекающая на границе Фалёнского района Кировской области и Ярского района Удмуртской Республики. Устье реки находится в 199 км по левому берегу Чепцы.
Сада берёт своё начало в Кировской области на Красногорской возвышенности и течёт в северном направлении. Верхнее и нижнее течение реки служат границей Кировской области и Удмуртии. Верхнее течение пересыхает, нижняя часть сильно извилиста. Длина реки составляет 34 км, водосборная площадь — 234 км². Ширина русла в среднем течении 8—10 м, в низовьях достигает 10—15 м. Глубина 0,7 м, средняя скорость течения не превышает 0,2 м/с.
Река имеет несколько мелких притоков, наибольшими из которых являются: Лумпа и Лумповка справа и Падериха слева.
На реке расположены сёла Ярского района Удмуртии (Удмурт-Сада, Лумпа, Сада, Нижняя Сада) и Фалёнского района Кировской области (Русская Сада). Недалеко от устья через реку построен мост.